# Edgar Allan Poe (procureur général)
Pour les articles homonymes, voir Poe et Edgar Allan Poe (homonymie).
Edgar Allan Poe, né le 15 septembre 1871 à Baltimore, décédé le 29 novembre 1961 à Chestnut Hill, quartier de Philadelphie, est procureur général de l'État du Maryland de 1911 à 1915. Fils de l'ancien procureur général du Maryland John Prentiss Poe, il reçoit le prénom du célèbre auteur Edgar Allan Poe, son cousin au deuxième degré, mort en 1849,.
Poe entre à l'université de Princeton, où il joue pour l'équipe universitaire de football américain. Il est le quarterback de l'équipe lors de la saison 1889. Il est désigné quarterback de la première équipe type All-America de l'histoire du football américain universitaire au terme de la saison 1889. Après la victoire de Princeton sur Harvard (41-15), un membre de Harvard aurait demandé à un ancien étudiant de Princeton si Poe était lié au grand Edgar Allan Poe. D'après la légende, « cet ancien étudiant l'aurait regardé avec étonnement et aurait répondu, "Il est le grand Edgar Allan Poe". »
Diplômé Phi Beta Kappa en 1891 avec le baccalauréat ès Arts, Poe entre à l'école de droit de l'université du Maryland et en sort diplômé en 1893. Après un voyage de plus d'un an à travers l'Europe, Poe rejoint son père et ses frères dans le cabinet d'avocats familial John P. Poe & Sons. Il est nommé adjoint du procureur de l'État pour Baltimore en 1900, un poste qu'il occupe jusqu'en 1903. Il est également city solicitor adjoint et city solicitor de la ville de Baltimore avant d'être élu procureur général du Maryland, un poste qu'il occupe de 1911 à 1915.
En 1895, Poe épouse Annie T. McKay. Ensemble, ils ont un fils, Edgar Allan Poe Jr, également diplômé de Princeton et grièvement blessé en France durant la Première Guerre mondiale alors qu'il servait dans le corps des Marines des États-Unis comme second lieutenant.